# 艾拉·邁
艾拉·邁‧豪威爾 (英語：Ella Mai Howell，1994年11月3日—)，是一名英國歌手及詞曲作家。 
她和DJ Mustard旗下唱片公司10 Summer Records簽約，并發行了三張迷你專輯。其中以單曲《怦然心動（英語：Boo'd Up）》最廣為人知。

## 早年生活
艾拉來自倫敦，曾在12歲中學畢業那年搬到紐約市，隨後回到英格蘭。
2014年，她以三人組Arize的身份參加了《X音素》第十一季，但因評委意見止步於初選環節，不久後三人組解散。次年艾拉在SoundCloud上載了一張個人EP，包含四首原創歌曲。在Instagram上被發掘後，她与DJ Mustard旗下唱片公司10 Summer Records签约。 

## 音樂生涯

### 2016年至今: 職業生涯開端、EP三部曲
艾拉在2016年2月發布了《時間（英語：Time）》，亦即EP三部曲之中的第一部。這張EP有六首歌曲，其中包括小泰隆·格里芬客串的歌曲。  她於2016年11月發布了第二張EP《改變（英語：Change）》，於2017年2月發布第三張EP《準備就緒英語：》。 除此之外，她還參與了柯蘭尼的SweetSexySavage全球巡演。 
她的單曲《怦然心動（英語：Boo'd Up）》意外爆紅，隨後她在2018年4月26日發布了該單曲的音樂錄影帶。  該單曲在美國告示牌百強單曲榜獲得了第5位的佳績， 同時，她也榮登告示牌榜單榜首。 

## 藝術特點
在數次訪談過程中，艾拉·邁稱勞倫·希爾、克里斯·布朗、布蘭蒂、天命真女、艾莉西亞·凱斯和瑪麗亞·凱莉是對她影響最深的藝人。 雜誌《氛圍》稱，她「對強烈情感的理解力與90年代的R&B萬人迷們如出一轍。那時候的無線電波充斥著他們溫情脈脈的抒情歌曲、瀰漫著愛欲的曲調、撕心裂肺的分手主題曲」。 雜誌《滾石》以「充滿自信的、嗜好90年代經典R&B的英國移民」形容她的形象。 

## 音乐作品目录

### EP
| 标题     | 专辑细节                                                       | 最高榜单排名 | 最高榜单排名 | 最高榜单排名 | 最高榜单排名         |
| 标题     | 专辑细节                                                       | 美国         | 美国R&B/说唱 | 美国 R&B     | 美国 Top Heatseekers |
| -------- | -------------------------------------------------------------- | ------------ | ------------ | ------------ | -------------------- |
| 时间     | - 发布：2016年2月15日 - 唱片公司：10 Summers - 形式： 数字下载 | —            | —            | —            | —                    |
| 改变     | - 发布：2016年11月18日 - 唱片公司：10 Summers - 形式：数字下载 | —            | 38           | 20           | 8                    |
| 准备就绪 | - 发布：2017年2月22日 - 唱片公司：10 Summers - 形式：数字下载  | 65           | 34           | 8            |                      |